# Parigné-le-Pôlin
Parigné-le-Pôlin é uma comuna francesa na região administrativa do País do Loire, no departamento de Sarthe. Estende-se por uma área de 13.85 km². Em 2010 a comuna tinha 1 102 habitantes (densidade: 79,6 hab./km²).